# Бретёй (Эр)
Бретёй, или Бретёй-сюр-Итон (фр. Breteuil (Breteuil-sur-Iton)) — город на севере Франции, регион Нормандия, департамент Эр, округ Берне, центр одноименного кантона. Расположен в 119 км к западу от Парижа и в 87 км к югу от Руана, в 12 км от автомагистрали N12.
Население (2018) — 4 353 человека.

## История
с 1 января 2016 года к коммуне Бретёй присоединились коммуны Ла-Герульд и Синтре.

## Достопримечательности
- Коллегиальная церковь Сен-Сюльпис XI-XII веков в романском стиле.
- Здание мэрии 1869 года в стиле неоготика
- Мотт, на котором ранее располагался замок; насыпан в 1055 году по приказу Вильгельма Завоевателя
- Группа фахверковых домов

## Экономика
Структура занятости населения:
- сельское хозяйство — 3,1 %
- промышленность — 16,5 %
- строительство — 3,9 %
- торговля, транспорт и сфера услуг — 30,4 %
- государственные и муниципальные службы — 46,1 %

Уровень безработицы (2017) — 16,7 % (Франция в целом — 13,4 %, департамент Эр — 13,4 %). 

Среднегодовой доход на 1 человека, евро (2018) — 19 300 (Франция в целом — 21 730, департамент Эр — 21 700).

## Демография
Динамика численности населения, чел.

## Администрация
Пост мэра Бретёя с 1999 года занимает член партии Республиканцы Жерар Шерон (Gérard Chéron), член Совета департамента Эр от кантона Бретёй. На муниципальных выборах 2020 года возглавляемый им независимый список победил в 1-м туре, получив 63,09 % голосов.
| Период | Период | Фамилия        | Партия        | Примечания                                                  |
| ------ | ------ | -------------- | ------------- | ----------------------------------------------------------- |
| 1971   | 1999   | Морис Дюшоссуа |               | ремесленник                                                 |
| 1999   |        | Жерар Шерон    | Республиканцы | ремесленник, член Генерального совета и Совета департамента |

## Галерея

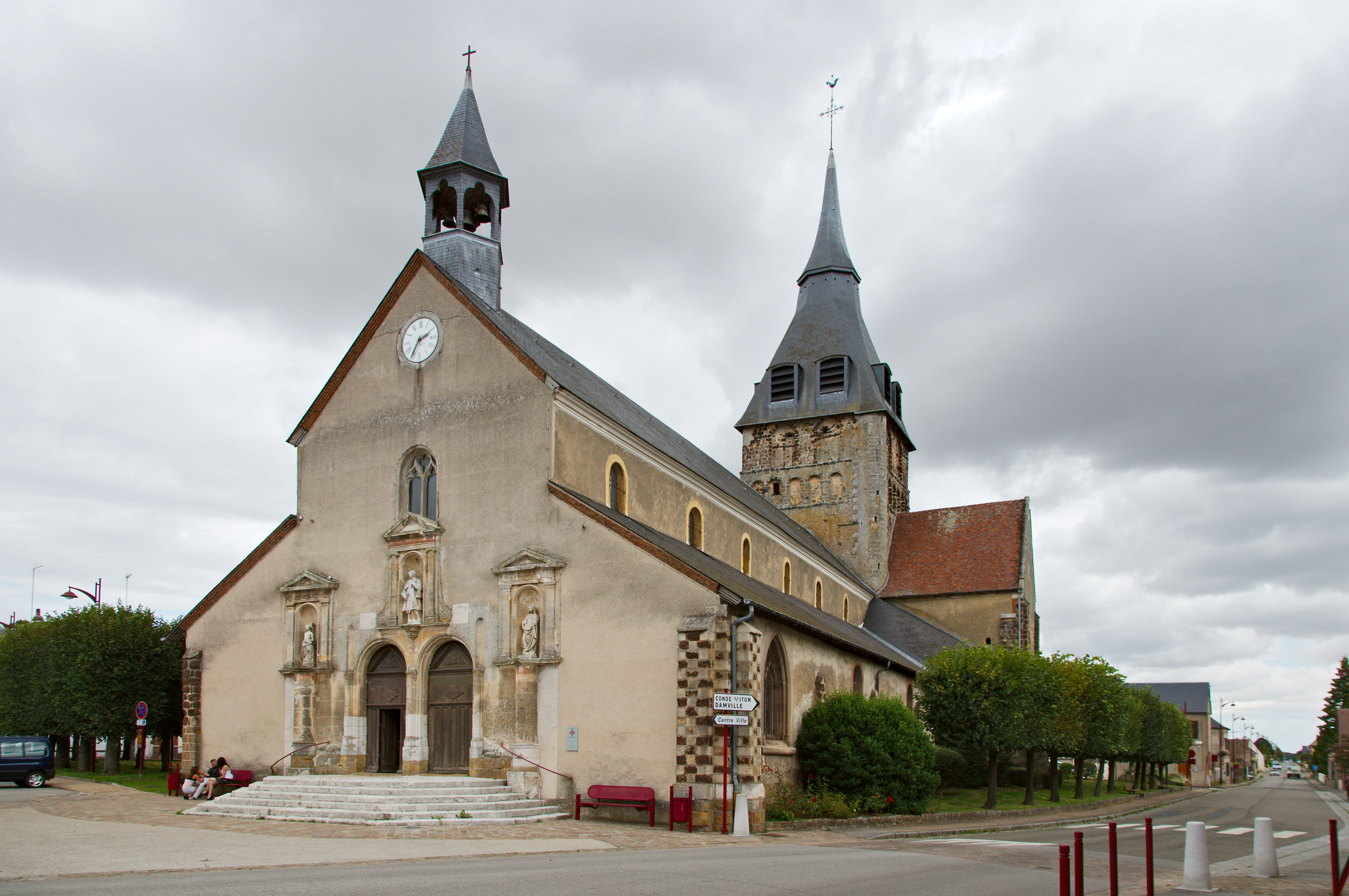
Церковь Сен-Сюльпис
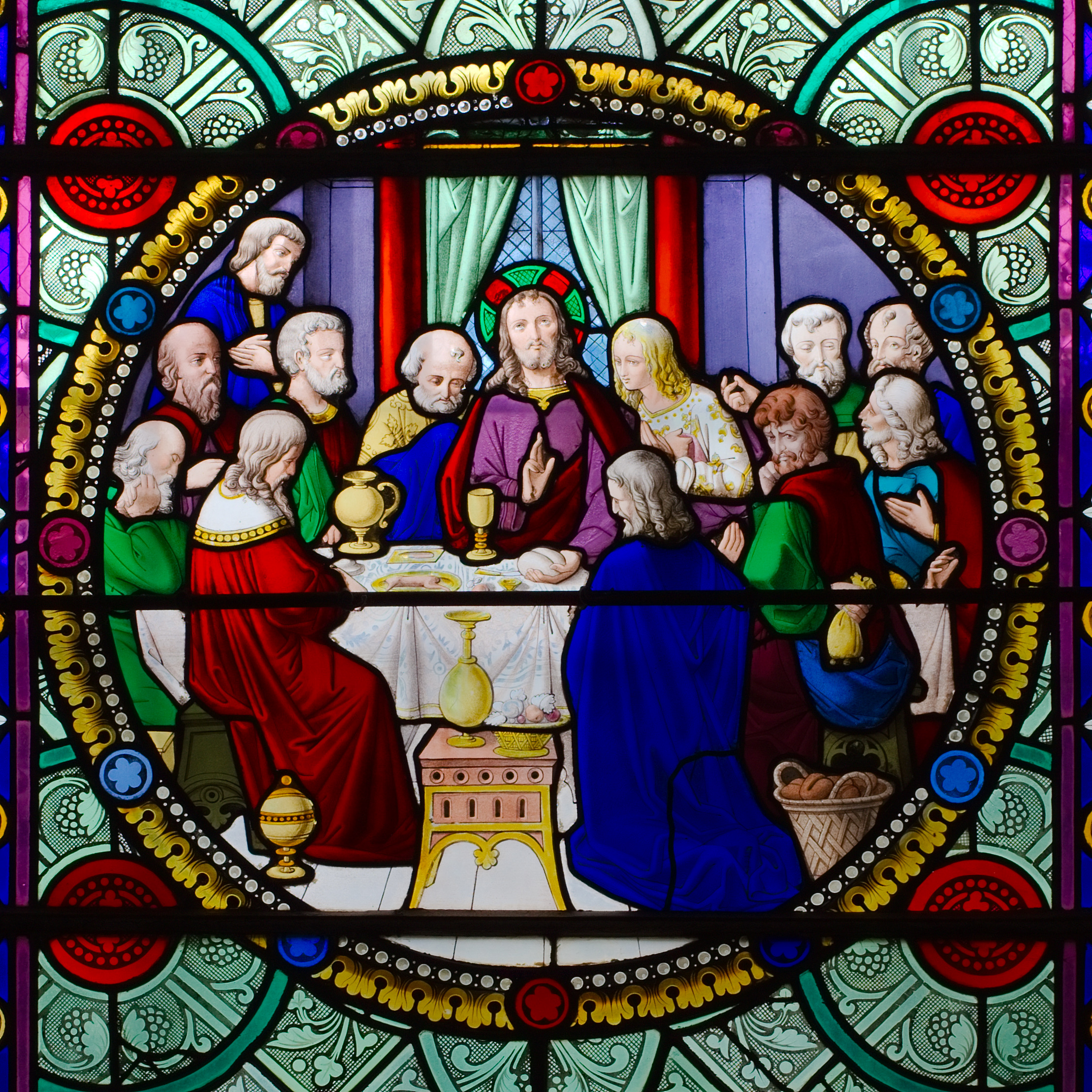
Витраж в церкви
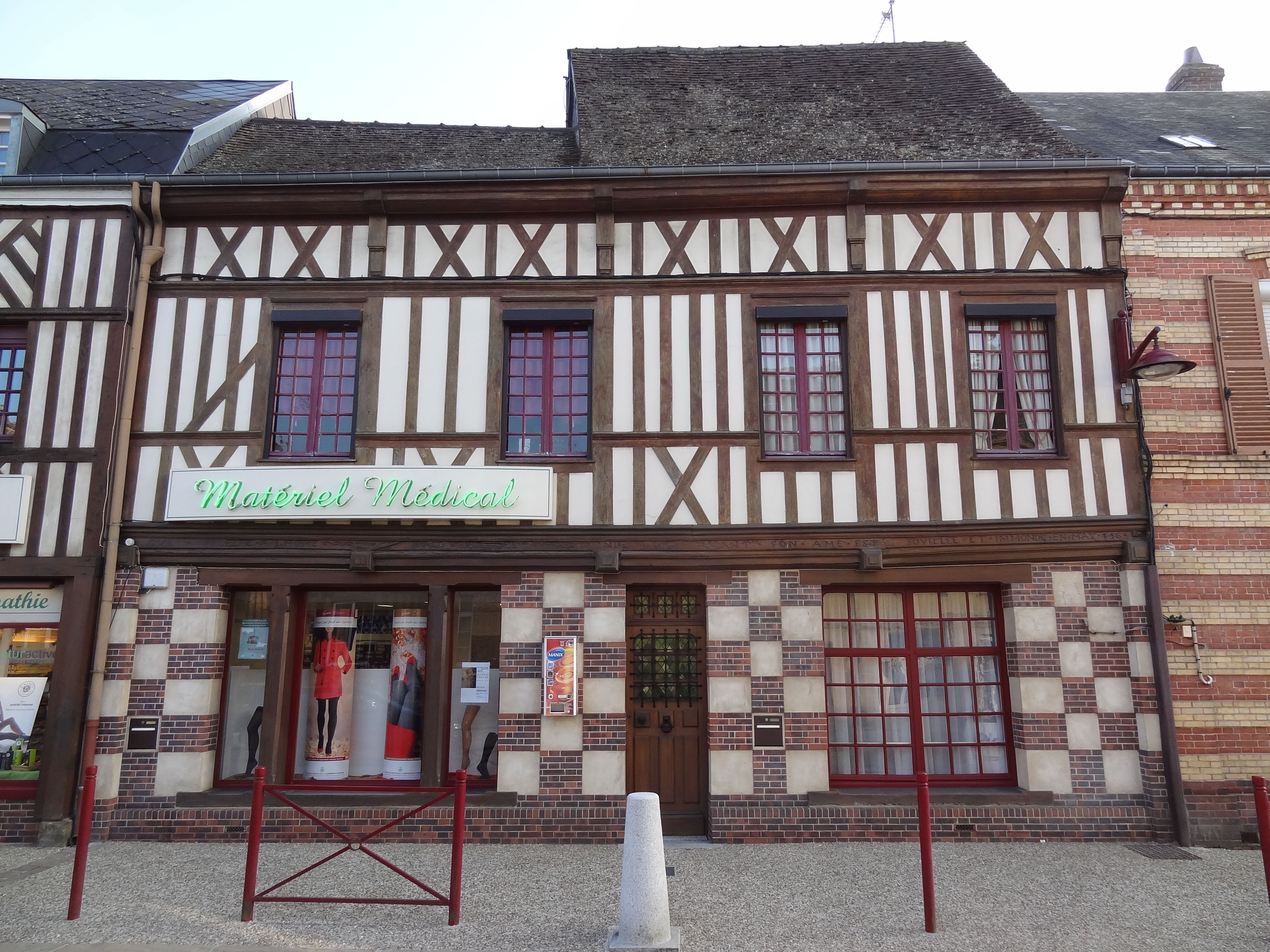
Один из фахверковых домов